# Renato Dall’Ara Stadion
A Renato Dall'Ara Stadion (olaszul: Stadio Renato Dall'Ara) egy többfunkciós olasz labdarúgó-stadion Bolognában. Régebben Stadio Littoriale volt a neve. 1990-ben felújításon ment keresztül a létesítmény, az 1990-es labdarúgó-világbajnokságra. A Bologna FC hazai mérkőzéseit itt játssza.

## Fontosabb események
Az 1934-es labdarúgó-világbajnokság során 1934 május 31. -én itt a magyar labdarúgó-válogatott Ausztria legjobbjaival játszott és 25 000 néző előtt kikapott 2-1-re.
Itt tartottak az 1990-es labdarúgó világbajnokság torna mérkőzéseiből négyet:
- Egyesült Arab Emírségek - Kolumbia (D csoport)
- Jugoszlávia - Kolumbia (D csoport)
- Jugoszlávia - Egyesült Arab Emírségek (D csoport)
- Anglia - Belgium (Nyolcaddöntő)

A stadionban rendezték azt a San Marino - Anglia világbajnoki-selejtező mérkőzést, melyen Davide Gualtieri 8,3 másodperccel megszerezte a selejtezők leggyorsabb gólját. A mérkőzés végül 7–1-es brit győzelemmel ért véget.
1995-ben rögbi mérkőzés is látható volt a stadionban. Az Olaszország - Új-Zéland mérkőzés 6–70-re végződött.

## Lásd még
- Bologna
- Bologna FC 1909